# Regolamentazione della nanotecnologia
A causa della polemica in corso sulle implicazioni che comporta la nanotecnologia, vi è un significativo dibattito riguardante la questione se i prodotti nanotecnologici meritino una speciale regolamentazione governativa. Questo dibattito è legato alle circostanze in cui sia necessario e opportuno valutare le nuove sostanze, prima della loro immissione sul mercato, nella comunità e nell'ambiente.
La denominazione di nanotecnologia viene utilizzata per un numero crescente di prodotti commercialmente disponibili - dai calzini e pantaloni alle racchette da tennis e panni per le pulizie. L'emergere di tali nanotecnologie e delle industrie ad esse correlate, hanno innescato richieste di una maggiore partecipazione della comunità ed efficaci disposizioni di regolamentazione. Tuttavia, queste richieste non sono attualmente pervenute ad una regolamentazione globale tale da sovrintendere alla ricerca e all'applicazione commerciale delle nanotecnologie, o a qualsiasi etichettatura globale per i prodotti che contengono nanoparticelle o derivati da nano-processi.
Negli Stati Uniti, gli enti normativi quali l'Agenzia per la Protezione dell'ambiente (EPA, Environmental Protection Agency) e la Food and Drug Administration o la Direzione per la Protezione e Tutela dei Consumatori della Commissione Europea hanno iniziato a prendere in considerazione i potenziali rischi causati dalle nanoparticelle. Finora, né le nanoparticelle ingegnerizzate, né i prodotti e i materiali che li contengono sono stati soggetti ad alcuna speciale regolamentazione in materia di produzione, manipolazione o etichettatura.

## Sicurezza, gestione dei rischi per la salute umana e l'ambiente
Gli studi riguardanti l'impatto sulla salute provocato dalle particelle disperse nell'aria servono anche come strumento per valutare i potenziali rischi causati dalle nanoparticelle allo stato libero. Tali studi hanno dimostrato che in genere più piccole sono, più le particelle diventano tossiche. Ciò è dovuto in parte al fatto che, data la stessa massa per unità volume, la dose, in termini di numero di particelle, aumenta al diminuire della loro dimensione.
In base ai dati disponibili, si è ipotizzato che le metodologie di valutazione sui rischi attuali non siano adatti per i rischi associati alle nanoparticelle; in particolare, i metodi tossicologici ed eco-tossicologici esistenti non sono all'altezza del compito; la valutazione di esposizione (dose) necessita di essere espressa come quantità di nanoparticelle e/o area di superficie, piuttosto che semplicemente di massa; le attrezzature per l'abituale rilevamento e misurazione delle nanoparticelle disperse in aria, acqua o suolo, resta inadeguata; e molto poco si sa in merito alle risposte fisiologiche alle nanoparticelle.
Gli organi di regolamentazione negli Stati Uniti così come nell'UE hanno concluso che le nanoparticelle potenzialmente formano la possibilità di un rischio del tutto nuovo e che è necessario effettuarne un'analisi approfondita.  La sfida per gli enti regolamentatori è se una matrice possa essere sviluppata, in modo da individuare nanoparticelle e nanoformulazioni più complesse che possano verosimilmente avere particolari proprietà tossicologiche o se sia più ragionevole, per ogni particella o formulazione, testarle separatamente.
Il Consiglio Internazionale per la Nanotecnologia (ICON, International Council on Nanotechnology) mantiene un database e rivista virtuale di pubblicazioni scientifiche su ambiente, salute e ricerca sulla sicurezza delle nanoparticelle. Il database possiede attualmente oltre 2000 voci indicizzate in base al tipo di particella, tracciati di esposizione e altri criteri. Il Progetto per le Nanotecnologie Emergenti (PEN, Project on Emerging Nanotechnologies) annovera attualmente 807 prodotti per i quali i fabbricanti volontariamente attestano di aver fatto uso di nanotecnologie. Nessuna etichettatura è richiesta dalla FDA in modo che il numero potrebbe essere notevolmente più alto. Secondo il direttore David Rejeski del Progetto Nanotecnologie Emergenti (PEN)
La Scheda Dati di Sicurezza (MSDS, Material Safety Data Sheet) che deve essere rilasciata per determinati materiali spesso non distingue le dimensioni tra scala massiva e scala nanometrica del materiale in questione e anche quando le compila, queste schede di sicurezza restano soltanto consultive.

## Governo democratico
Molti sostengono che il governo ha la responsabilità di fornire l'opportunità al pubblico di essere coinvolto nello sviluppo di nuove forme di scienza e tecnologia. L'impegno della comunità può essere conseguito attraverso vari mezzi o meccanismi: identificare approcci tradizionali, come i referendum, i documenti di consultazione, e i comitati consultivi che includono membri della comunità e altre parti interessate. Altri approcci convenzionali includono meeting pubblici e un dialogo stretto con le parti interessate. Più processi di contatto contemporaneo, impiegati per includere i membri della comunità nelle decisioni riguardanti le nanotecnologie che comprendono giurie composte di cittadini e conferenze di consenso. Leach e Scoones sostengono che, dal momento che “la maggior parte dei dibattiti su opzioni scientifiche e tecnologiche comportano incertezze, e spesso ignoranza, il dibattito pubblico riguardo ai regimi di regolamentazione è indispensabile”
Si è sostenuto che la limitata etichettatura e regolamentazione della nanotecnologia possono aggravare il potenziale umano, la salute ambientale e la sicurezza, e che lo sviluppo di una regolamentazione comprensiva delle nanotecnologie sarà vitale per assicurare che i rischi potenziali associati alla ricerca e all'applicazione commerciale delle nanotecnologie non oscurino i suoi benefici potenziali. Il regolamento può anche essere richiesto per andare incontro alle aspettative della comunità riguardo allo sviluppo responsabile della nanotecnologia, assicurando inoltre che gli interessi pubblici siano inclusi nel dare forma al suo sviluppo.
L'educazione della comunità, l'impegno e la consultazione tendono a verificarsi "a valle", una volta che vi sia almeno un livello moderato di consapevolezza, spesso durante il processo di divulgazione e di adeguamento delle tecnologie. L'impegno "a monte", al contrario, si verifica molto prima nel ciclo di innovazione e comporta: " dialogo e dibattito su opzioni e percorsi della tecnologia futura, portando gli approcci spesso condotti da esperti, esploranti l'orizzonte, alla previsione tecnologica e ad uno scenario che progetta di coinvolgere un più ampio campo di prospettive e di input".
Daniel Sarewitz, direttore del Consortium on Science, Policy and Outcomes, all'Arizona State University, sostiene che "dal momento in cui i nuovi dispositivi raggiungono la fase di commercializzazione e di regolamentazione, di solito è troppo tardi per modificarli onde correggerne i problemi".
La posizione per cui ricerca e sviluppo e l'utilizzo della nanotecnologia dovrebbero essere soggetti al controllo da parte del settore pubblico viene talvolta indicata come nanosocialismo.

### Novità
La questione se la nanotecnologia rappresenta qualcosa di 'nuovo' deve trovare una risposta in modo tale da decidere come le nanotecnologie migliori dovrebbero essere regolamentate. La Royal Society raccomanda che il governo britannico valuti le sostanze chimiche sotto forma di nanoparticelle o nanotubi come sostanze nuove. In seguito a ciò, nel 2007, una coalizione di oltre quaranta gruppi ha chiesto che i nanomateriali vengano classificati come sostanze nuove, e regolamentati in quanto tali.
Nonostante queste raccomandazioni, i prodotti chimici contenenti nanoparticelle, precedentemente sottoposti a valutazione e regolamentazione, possono esserne esentati, a prescindere dai diversi rischi e impatti potenziali. Al contrario, i nanomateriali sono spesso riconosciuti come 'nuovi' dal punto di vista dei diritti di proprietà intellettuale (DPI), e come tali sono commercialmente protetti tramite leggi sui brevetti. A questo punto sorge una contraddizione; i nanomateriali, in base ai diritti di proprietà intellettuale, vengono definiti giuridicamente 'nuovi', ma non riconosciuti come tali dal punto di vista della salute e della sicurezza. 

### Nuovo quadro normativo o adattare quello esistente?
Vi è un significativo dibattito in merito a su chi ricade la responsabilità per la regolamentazione della nanotecnologia. Mentre alcune specifiche agenzie di regolamentazione che non riguardano la nanotecnologia attualmente coprono (in varia misura) alcuni prodotti e processi - "incatenando" le nanotecnologie alle normative vigenti - permangono evidenti disparità tra questi regimi. Ciò consente ad alcune applicazioni nanotecnologiche letteralmente di "scivolare attraverso le fessure" senza copertura di alcuna normativa. Un esempio di ciò si è verificato negli Stati Uniti e coinvolge le nanoparticelle di biossido di titanio (TiO2), utilizzato come protezione solare e, allo stesso tempo, per creare un aspetto cosmetico più chiaro. In questo caso, la statunitense Food and Drug Administration (FDA) ha esaminato gli effetti immediati sulla salute dei consumatori, causati dall'esposizione alle nanoparticelle di biossido di titanio (TiO2). Tuttavia, non ne ha esaminato l'impatto sugli ecosistemi acquatici, quando la protezione solare viene a consumarsi (disperdendosi nell'ambiente), né lo ha fatto l'EPA o altra agenzia. Allo stesso modo l'equivalente australiana della FDA, la Therapeutic Goods Administration (TGA) ha approvato l'uso di nanoparticelle per le creme solari (senza obbligo di etichettare le confezioni), dopo un approfondito esame della letteratura, in base al fatto che, sebbene le nanoparticelle di TiO2 e di ossido di zinco (ZnO) nelle creme solari avessero prodotto radicali liberi e in vitro danni ossidativi al DNA, è improbabile che tali particelle potessero attraversare le cellule esterne morte dello strato corneo della pelle umana. Alcuni studiosi hanno dichiarato che questo accertamento non sembrava applicare il principio di precauzione in relazione all'uso prolungato su bambini con la pelle tagliata, gli anziani con la pelle sottile, le persone con la pelle malata o su pieghe da flessione. Sulla decisione della TGA sono stati sollevati dubbi con la pubblicazione di un documento da cui risultava che la forma non rivestita di anatasio del TiO2, utilizzato in alcune creme solari australiane, abbia causato una reazione fotocatalitica che degradava la superficie dei tetti in acciaio preverniciato appena installati in luoghi dove erano venuti a contatto con le mani degli operai rivestite dalla protezione solare. È probabile che tali lacune nel regolamento possano persistere insieme allo sviluppo e alla commercializzazione di sempre più complesse nanotecnologie di seconda e terza generazione.
Le nanomedicine stanno appena iniziando ad entrare nel processo di regolamentazione che riguarda i farmaci, ma nel giro di alcuni decenni potrebbero diventare il gruppo dominante all'interno della classe di prodotti farmaceutici innovativi; il parere attuale di coloro che regolamentano l'efficacia del costo e della sicurezza del governo sembra essere quello secondo cui tali prodotti nanotecnologici danno luogo a pochi problemi o a nessuno. Alcuni studiosi (come Thomas Alured Faunce) stanno iniziando a contestare tale proposizione, suggerendo che le nanomedicine possono creare singolari o intense sfide politiche ai sistemi di governo per quanto concerne l'efficacia del costo e la normativa sulla sicurezza. Ci sono anche aspetti significativi del bene pubblico in merito alla regolamentazione delle nanotecnologie, con particolare riguardo nel garantire che il coinvolgimento dell'industria nel fissare gli standard non diventi un mezzo per ridurre la concorrenza e che la politica riguardante la nanotecnologia e la sua regolamentazione non incoraggi nuovi modelli di scoperta e sviluppo di farmaci sicuri in maniera più sistematica mirati al "carico complessivo di malattia"
L'auto-vigilanza (Self-policing) di wiki stabilisce che i tentativi di auto-regolamentazione possono ben fallire, a causa dell'intrinseco conflitto di interesse nel chiedere a qualsiasi organizzazione di controllare se stessa. Se il pubblico viene a conoscenza di questo fallimento, il compito di vigilare viene spesso affidato a un'organizzazione indipendente esterna, a volte con misure fortemente punitive adottate contro l'organizzazione. La Food and Drug Administration fa notare che essa disciplina unicamente sulla base delle dichiarazioni volontarie fatte dal fabbricante del prodotto. Se nessuna dichiarazione viene fatta da un produttore, allora la FDA può non essere a conoscenza delle nanotecnologie che sono state impiegate.
Tuttora le regolamentazioni in tutto il mondo ancora non riescono a distinguere tra i materiali nella loro forma nanoscala e forma massiva. Ciò significa che i nanomateriali rimangono effettivamente non regolamentati; per i nanomateriali non c'è alcun obbligo normativo di fornire nuovi test riguardanti la salute e la sicurezza o la valutazione di impatto ambientale prima di essere utilizzati in prodotti commerciali, dato che tali materiali sono già stati approvati nella loro forma massiva. I rischi per la salute dovuti ai nanomateriali sono di particolare preoccupazione per i lavoratori che di routine possono trovarsi esposti sul posto di lavoro a livelli più alti rispetto ad altre persone.

### Legge internazionale
Non esiste una regolamentazione internazionale in riferimento ai nanoprodotti o alle loro nanotecnologie che ne stanno alla base. Per la nanotecnologia non vi sono né definizioni o terminologie concordate a livello internazionale, né tantomeno protocolli per quanto concerne gli esami tossicologici delle nanoparticelle, e nemmeno esistono protocolli standardizzati per valutare il loro impatto ambientale.
Dal momento che i prodotti fabbricati utilizzando le nanotecnologie entreranno probabilmente nel commercio internazionale, si sostiene che sarà necessario armonizzare gli standard nanotecnologici oltre i confini nazionali. Vi è la preoccupazione che alcuni paesi, in massima parte i paesi in via di sviluppo, saranno esclusi dai negoziati per gli standard internazionali. L'Istituto per gli Standard di Alimentazione e Agricoltura (Institute for Food and Agricultural Standards) afferma che “i paesi in via di sviluppo dovrebbero avere voce in capitolo nello sviluppo di normative internazionali riguardanti le nanotecnologie, anche se ad essi manca la capacità di farle rispettare”.
Nel 2004, nei laboratori australiani, sono state sollevate preoccupazioni riguardo al controllo monopolistico e proprietario delle nuove nanotecnologie.

## Argomenti contro la regolamentazione
L'ampio utilizzo del termine nanotecnologia negli ultimi anni ha creato l'equivoco secondo il quale i quadri normativi vengono improvvisamente ad essere coinvolti in sfide del tutto nuove e difficili da trattare. Molti sistemi di regolamentazione in giro per il mondo già valutano nuove sostanze o prodotti per la sicurezza caso per caso, prima di essere autorizzati sul mercato. Con questi sistemi di regolamentazione si veniva a valutare la sicurezza della disposizioni molecolari su scala nanometrica per molti anni e molte sostanze che comprendono le particelle su scala nanometrica sono state in uso per decenni, ad esempio, il nero di carbonio, biossido di titanio, ossido di zinco, bentonite, silicato d'alluminio, ossidi di ferro, biossido di silicio, terra diatomacea, caolino, talco, Montmorillonite, ossido di magnesio, solfato di rame.
Questi quadri esistenti di approvazione utilizzano quasi universalmente le migliori conoscenze scientifiche disponibili per valutare la sicurezza evitando così di approvare sostanze o prodotti con un inaccettabile profilo rischio/beneficio. La chiave per regolamentare ogni sostanza è quella di caratterizzare correttamente sia le proprietà fisiche che quelle chimiche, garantendo così le specifiche tecniche che sono alla base di ogni limite di regolamentazione della singola sostanza. La caratterizzazione esatta espressa nelle esaustive specifiche tecniche è anche essenziale per collegare gli studi scientifici che dimostrano la sicurezza della sostanza a qualsiasi approvazione regolamentare. Tradizionalmente le specifiche tecniche non comprendono adeguate informazioni circa le caratteristiche delle particelle, tuttavia questo semplice passo garantirà che la maggior parte dei processi di regolamentazione stabiliti siano in grado di effettuare valutazioni di sicurezza sull'esatta entità chimico-fisica. Le definizioni intorno ai termini generali come 'nanotecnologia' o 'nanoparticella' possono aiutare a rendere chiaro il dialogo in vari settori, contribuendo a istituire o applicare autorizzazioni regolamentari. Creare nuove classi di regolamentazione basate inizialmente sulla dimensione fisica delle particelle che costituiscono la sostanza, non è il modo di operare della maggior parte dei sistemi di regolamentazione che, così facendo, non estenderebbero la portata della maggior parte degli attuali quadri normativi o il rigore delle valutazioni di sicurezza. Le caratteristiche delle particelle dovrebbero in realtà essere considerate in base a valutazioni di sicurezza ed essere impostate esaurientemente nelle specifiche della normativa. Un argomento importante contro la speciale regolamentazione della nanotecnologia è che le applicazioni progettate con il maggiore impatto sono molto lontane nel futuro, e non è chiaro come regolarne le tecnologie la cui fattibilità è speculativa, a questo punto. Nel frattempo, si è sostenuto che le applicazioni immediate dei nanomateriali costituiscono delle sfide non molto diverse da quelle causate dall'introduzione di un qualsiasi altro materiale nuovo, e possono essere trattate per mezzo di piccoli aggiustamenti agli attuali piani di regolamentazione piuttosto che spazzare via la regolamentazione di interi settori scientifici. 
Un approccio veramente precauzionale alla regolamentazione potrebbe impedire gravemente lo sviluppo nel campo delle nanotecnologie, se si richiedessero studi di sicurezza per ciascuna di esse e per ogni applicazione nel campo delle nanoscienze. Mentre le conseguenze di questi studi possono costituire la base per le regolamentazioni governative e internazionali, un approccio più ragionevole potrebbe essere lo sviluppo di una matrice di rischio che identifica i probabili colpevoli.

## Risposta dai governi

### Regno Unito
Nella sua relazione originaria del 2004, Nanoscienze e nanotecnologie: opportunità e incertezze, la Royal Society del Regno Unito ha concluso che:
Molte nanotecnologie non pongono nuovi rischi per la salute e quasi tutti i problemi riguardano i potenziali impatti delle nanoparticelle e dei nanotubi prodotti deliberatamente, che all'interno di un materiale sono libere piuttosto che fisse ... Ci aspettiamo la probabilità che nanoparticelle e nanotubi siano rilasciati dai prodotti in cui sono stati fissati o immersi (come i compositi) sia bassa, ma si raccomanda ai produttori di valutare questo potenziale rischio di esposizione per il ciclo di vita del prodotto e di rendere i loro risultati a disposizione degli enti di regolamentazione ... È molto improbabile che le nuove nanoparticelle prodotte possano essere introdotte negli esseri umani in dosi sufficienti da causare effetti sulla salute, associati al normale inquinamento atmosferico.
Si raccomanda, comunque, che i nanomateriali siano regolamentati come sostanze chimiche nuove, che i laboratori di ricerca e le fabbriche trattino i nanomateriali "come fossero pericolosi", che il loro rilascio nell'ambiente venga per quanto possibile evitato e che i prodotti contenenti nanomateriali restino soggetti ai nuovi requisiti basati su test di sicurezza prima del loro rilascio commerciale.
La relazione del 2004 della Royal Society e Royal Academy of Engineers ha osservato che le attuali regolamentazioni del Regno Unito non richiedono ulteriori test quando le sostanze esistenti vengono prodotte in forma di nanoparticolato. La Royal Society ha raccomandato che queste normative vengano modificate in modo che “le sostanze chimiche prodotte in forma di nanoparticelle e nanotubi debbano essere trattate come sostanze chimiche nuove sotto tali quadri normativi” (p.xi). Ha inoltre raccomandato che la regolamentazione esistente debba essere modificata in via precauzionale, perché c'è d'aspettarsi che “la tossicità delle sostanze chimiche sotto forma di nanoparticelle libere e nanotubi non può essere prevista per mezzo della tossicità che avrebbero le particelle se fossero in una forma più grande e ... in alcuni casi, esse saranno più tossiche della stessa sostanza in una forma più ampia”.
La prima relazione della Better Regulation Commission ha raccomandato al governo britannico di:
1. Consentire al pubblico, attraverso un dibattito informato, la possibilità di considerare i rischi per sé stessi, e aiutarlo a prendere le proprie decisioni, fornendo informazioni adeguate;
2. Essere trasparenti su come si prendono le decisioni, e riconoscere dove ci sono incertezze;
3. Comunicare e coinvolgere, per quanto possibile, il pubblico nel processo decisionale;
4. Garantire che si sviluppino due canali di comunicazione; e
5. Assumere un ruolo guida forte per la gestione di eventuali problemi di rischio, e in particolare per la fornitura di informazioni e l'attuazione delle politiche.

Queste raccomandazioni sono state accettate in linea di principio da parte del governo del Regno Unito. Rilevando che non vi era “nessun punto centrale ovvio per un dibattito pubblico informato del tipo suggerito dalla Task Force”, la risposta del governo del Regno Unito fu di accettare le raccomandazioni.
La relazione della Royal Society del 2004 ha individuato due questioni di governamento distinte:
1. Il “ruolo e il comportamento delle istituzioni” e la loro capacità di “minimizzare le conseguenze non prestabilite”, mediante una regolamentazione adeguata e
2. La misura in cui il pubblico possa fidarsi, svolgendo un ruolo nel determinare le traiettorie possibili tracciate dalle nanotecnologie durante il loro sviluppo.

### Stati Uniti
Piuttosto che adottare un nuovo quadro normativo nano-specifico, la Food and Drug Administration (FDA) degli Stati Uniti, convoca un gruppo d'interesse ogni trimestre, con i rappresentanti dei centri della FDA che hanno la responsabilità per la valutazione e la regolamentazione di sostanze e prodotti diversi. Questo gruppo di interesse assicura il coordinamento e la comunicazione. Un documento della FDA risalente al settembre del 2009 ha chiesto l'individuazione delle fonti dei nanomateriali, come si muovono nell'ambiente, i problemi che potrebbero causare a persone, animali e piante, e come questi problemi potrebbero essere evitati o mitigati.
L'amministrazione Bush nel 2007 decise che non fossero richieste norme speciali o etichettatura per le nanoparticelle. Questa decisione inspiegabile ha provocato molta familiarità con il problema, evidenziando il segno dell'influenza delle aziende sugli individui, "Il consumatore sta diventando la cavia", afferma George Kimbrell del Centro Internazionale per la Valutazione delle scelte tecnologiche (International Center for Technology Assessment). "I consumatori non sono consapevoli di ciò che è sul mercato. Essi non sono consapevoli del fatto che vengono venduti a loro una notevole quantità di prodotti di consumo, dove non c'è etichettatura, dove non c'è modo di fornire loro informazioni", dice Elizabeth Nielsen, una consulente per il Consiglio dei Consumatori del Canada (CCC, Consumers Council of Canada) e autore di un rapporto pubblicato il 1º aprile.... La più grande preoccupazione è che i consumatori non siano consapevoli di acquistare prodotti che contengono nanoparticelle. "I consumatori devono essere informati per farsi una propria opinione sui rischi legati all'uso di questi prodotti' ", afferma Troy Benn dell'Arizona State University che, insieme a Paul Westerhoff, ha studiato con risultati molto vari la stabilità delle nanoparticelle d'argento nelle calze..
Berkeley (California) è attualmente l'unica città degli Stati Uniti in grado di regolamentare la nanotecnologia. Cambridge (Massachusetts), nel 2008, considerava di emanare una normativa simile ma, nella sua relazione finale, la commissione istituita per studiare la questione di Cambridge si schierò contro la regolamentazione, ha raccomandando invece altre misure per facilitare la raccolta di informazioni sui potenziali effetti dei nanomateriali.
Il 10 dicembre del 2008 la National Research Council degli Stati Uniti pubblicato un rapporto che chiede una regolamentazione maggiore nel campo delle nanotecnologie.

#### California
Nell'ottobre del 2008, il Dipartimento per il Controllo di Sostanze Tossiche (DTSC, Department of Toxic Substances Control), della California Environmental Protection Agency ha annunciato la sua intenzione di richiedere informazioni riguardo alla metodica dei test, il destino e la dispersione nell'ambiente, e altre informazioni rilevanti da parte dei produttori di nanotubi di carbonio. La DTSC sta esercitando la sua autorità in base al Codice di Sicurezza e Salute Californiano (California Health and Safety Code), Capitolo 699, sezioni 57018-57020. Queste sezioni vennero aggiunte a seguito dell'adozione da parte dell'Assembly Bill AB 289 (2006), destinate a fornire informazioni sul destino e il trasporto, rilevamento e analisi, e altre informazioni su sostanze chimiche più disponibili. La legge impone la responsabilità di fornire queste informazioni al Dipartimento a coloro che fabbricano o importano sostanze chimiche.
Il 22 gennaio del 2009, una lettera formale di richiesta di informazioni venne spedita a fabbricanti che producono o importano i nanotubi di carbonio in California, o che possono esportarli all'interno dello Stato. Questa lettera costituisce la prima formale attuazione delle autorità come stabilito nella normativa dell'AB 289 ed è diretta ai produttori di nanotubi di carbonio, sia dell'industria che del mondo accademico dello Stato, e per i produttori al di fuori della California che esportano nanotubi di carbonio in California. Questa richiesta di informazioni deve essere evasa dai produttori entro un anno. La DTSC è in attesa del prossimo 22 gennaio 2010, termine di scadenza per fornire i dati.
La California Nano Industry Network e la DTSC hanno ospitato un simposio per l'intera giornata del 16 novembre 2009 a Sacramento (California). Questo convegno ha fornito l'occasione per poter ascoltare esperti del settore nanotecnologico e discutere del futuro delle considerazioni della regolamentazione in California.
La DTSC sta estendendo la Richiesta di Informazioni per le Sostanze Chimiche Specifiche (Specific Chemical Information Call-in) agli elementi degli ossidi nanometallici.

### Unione Europea
L'Unione Europea ha istituito un gruppo per studiare le implicazioni che comportano le nanotecnologie, denominato "Comitato scientifico per i rischi sanitari emergenti recentemente identificati" (SCENIHR, Scientific Committee on Emerging and Newly Identified Health Risks).
Di conseguenza, i produttori e importatori di prodotti di carbonio (inclusi i nanotubi di carbonio) dovranno presentare i dati relativi alla sicurezza e alla salute, onde conformarsi a quanto stabilito dal regolamento europeo REACH.

## Risposta da parte di gruppi fautori
Nel gennaio 2008, una coalizione di oltre 40 gruppi della società civile ha approvato una dichiarazione di principi che rivendicano misure precauzionali per la nanotecnologia. La coalizione ha chiesto una decisa e totale sorveglianza della nuova tecnologia e dei suoi prodotti per mezzo della relazione "Principi per la Tutela di Nanotecnologie e Nanomateriali" (Principles for the Oversight of Nanotechnologies and Nanomaterials) del Centro Internazionale per la Valutazione della Tecnologia (Center for Technology Assessment), la quale stabilsce che:
Centinaia di prodotti di consumo che incorporano nanomateriali sono ora sul mercato, inclusi cosmetici, creme solari, articoli sportivi, abbigliamento, elettronica, prodotti per bambini e neonati, cibo e imballaggio alimentare. Ma i test indicano che gli attuali nanomateriali possono comportare rischi considerevoli per la salute, la sicurezza e l'ambiente. Inoltre, le profonde sfide sociali, economiche ed etiche poste dalle tecnologie su scala nanometrica devono ancora essere affrontate ... "Dal momento che oggi non esiste un controllo da parte del governo e nessun requisito di etichettatura per i nano-prodotti in tutto il mondo, non si sa quando si è esposti ai potenziali rischi nanotecnologici e del resto nessuno sta facendo un monitoraggio riguardo ai potenziali danni alla salute o ambientali. Ecco perché noi riteniamo urgente l'azione di controllo esercitata per mezzo dei nostri principi"... Questo boom industriale sta creando una crescente "nano-forza di lavoro" (nano-workforce) che si prevede arrivi complessivamente a due milioni entro il 2015. "Anche se i rischi potenziali per la salute derivanti dall'esposizione sono stati identificati con chiarezza, non ci sono misure obbligatorie sul luogo di lavoro che richiedano esposizioni da valutare, formazione dei lavoratori, o misure di controllo da attuare", ha spiegato Bill Kojola della AFL-CIO. "Questa tecnologia non deve essere commercializzata in tutta fretta fino a che tali carenze non siano corrette e i lavoratori non abbiano la dovuta sicurezza".
Il gruppo ha sollecitato un'azione basata su otto principi. Essi sono:
1) una fondazione per la prevenzione
2) una regolamentazione obbligatoria sulla nanotecnologia
3) la salute e la sicurezza della popolazione e dei lavoratori
4) la protezione ambientale
5) la trasparenza
6) la partecipazione del pubblico
7) l'inclusione di più ampio impatto e
8) la responsabilità del produttore.
Alcune ONG, tra cui l'associazione Friends of the Earth in Australia, richiedono la formazione di un quadro normativo specifico separato per la regolamentazione della nanotecnologia. La Friends of the Earth propone l'istituzione di un'Agenzia di Coordinamento per la Regolamentazione delle Nanotecnologie (Nanotechnology Regulatory Coordination Agency), supervisionata dal Comitato per la Valutazione e Previsione della Tecnologia (Foresight and Technology Assessment Board). Il vantaggio di questo accordo è che si viene a garantire un ente centralizzato di esperti in grado di fornire un controllo su tutta la gamma dei prodotti e settori nanotecnologici. Si sostiene anche che un approccio prescrittivo centralizzato ne semplificherebbe il contesto normativo, sostenendo in tal modo l'innovazione del settore. Una Regolamentazione Nanotecnologica Nazionale potrebbe coordinare i regolamenti esistenti relativi alle nanotecnologie (compresa la proprietà intellettuale, le libertà civili, la sicurezza dei prodotti, salute e sicurezza occupazionale, la protezione dell'ambiente e il diritto internazionale). I meccanismi di regolamentazione potrebbero variare da "una normativa dura a una estrema attraverso un sistema di concessioni di licenze e codici per pratiche di auto-regolamentazione 'soft' e negoziazione, al fine di influenzare il comportamento". L'istituzione di organismi per la regolamentazione nanotecnologica nazionale possono anche contribuire a stabilire quadri normativi a livello mondiale.
All'inizio del 2008, il più grande certificatore biologico del Regno Unito, la Soil Association, ha annunciato che i suoi standard biologici escluderebbero le nanotecnologie, riconoscendo i rischi riguardanti la sicurezza associati alla salute umana e ambientale. È probabile che anche gli altri certificatori biologici ne seguiranno l'esempio. La Soil Association è stata anche la prima a dichiarare standard biologici liberi dall'ingegneria genetica.

## Aspetti tecnici

### Dimensione
Per una regolamentazione delle nanotecnologie sarà necessaria una definizione delle dimensioni, in base alla quale possono essere riconosciute le particelle e i processi che operano su scala nanometrica. Le dimensioni che definiscono le caratteristiche delle nanotecnologie sono oggetto di un significativo dibattito che spazia fino ad includervi particelle e materiali su scala di almeno 100-300 nanometri (nm). I membri dell'associazione Friends of the Earth Australia consigliano di definire le nanoparticelle di dimensioni fino a 300 nanometri. Essi sostengono inoltre che "le particelle fino a poche centinaia di nanometri di grandezza condividono molti dei nuovi comportamenti biologici delle nanoparticelle, compresi gli inaspettati rischi di tossicità" e che "i nanomateriali di circa 300 nm possono essere assorbiti dalle singole cellule ". La britannica Soil Association definisce la nanotecnologia includendovi le nanoparticelle prodotte la cui dimensione media è di 200 nm o inferiore. La National Nanotechnology Initiative statunitense definisce la nanotecnologia come “la comprensione e il controllo della materia di dimensioni che vanno da circa 1 a 100 nm”.

### Limiti di massa
I quadri normativi per i prodotti chimici tendono ad essere innescati dai limiti di massa. Questo è certamente il caso per la gestione dei prodotti chimici tossici in Australia per mezzo dell'Inventario Nazionale degli Inquinanti (National Pollutant Inventory). Tuttavia, nel caso delle applicazioni nanotecnologiche, è improbabile che nanoparticelle superino tali limiti (t/kg) a causa delle loro dimensioni e peso. In quanto tali, gli studiosi della Woodrow Wilson International Centre for Scholars mettono in discussione l'utilità di regolamentare le nanotecnologie soltanto in base alle loro dimensioni/peso. Essi sostengono, per esempio, che la tossicità delle nano-particelle sia più relazionata all'area di superficie che al peso, e che la regolamentazione emergente dovrebbe tener conto anche di tali fattori.